# Crucigeniella apiculata
Crucigeniella apiculata är en grönalgsart som först beskrevs av Ernst Johann Lemmermann, och fick sitt nu gällande namn av Jiří Komárek. I den svenska databasen Dyntaxa är detta taxon uppdelat i flera:
- Crucigeniella apiculata[2]
- Crucigeniella pulchra[3]
- Tetrastrum pulloideum[4]

Crucigeniella apiculata ingår i släktet Crucigeniella och familjen Scenedesmaceae. Inga underarter finns listade i Catalogue of Life.